# Epiphora perspicua
Epiphora perspicua är en fjärilsart som beskrevs av Butler 1878. Epiphora perspicua ingår i släktet Epiphora och familjen påfågelsspinnare. Inga underarter finns listade i Catalogue of Life.